# U Cygni
U Cygni är en pulserande variabel av Mira Ceti-typ,  i stjärnbilden Svanen.
U Cygni varierar mellan magnitud +5,9 och 12,1 med en period av 463,24 dygn.